# Everybody Digs Bill Evans
Albums de Bill Evans
New Jazz Conceptions
(1956) The Ivory Hunters
(1959)
Everybody Digs Bill Evans est le deuxième album du pianiste de jazz Bill Evans paru en 1959 sur le label Riverside.

## Titres de l’album
Le répertoire est composé de thèmes bop (Minority, Oleo) et de chansons empruntées aux comédies musicales devenues des standards de jazz avec deux titres extraits de On the Town de Leonard Bernstein.
Le morceau Epilogue est une composition brève qui vient clore les deux faces du LP. Cette pièce peut aussi évoquer les Tableaux d'une exposition de Modeste Moussorgski. Evans reprend ce morceau sur l'album Bill Evans at Town Hall paru en 1966, en clôture du « medley » dédié à son père.
Le morceau Peace Piece est une composition importante dans l'œuvre de Bill Evans. Il repose sur un ostinato : deux accords (CMA7 et G9 sus4-omit5) répétés en boucle à la main gauche et sur lesquels la main droite improvise des lignes mélodiques s'écartant parfois de la couleur modale de l'ensemble pour rejoindre parfois la polytonalité. Evans utilise d'ailleurs cette « boucle d'accords » comme introduction pour le titre Some other time composé par Leonard Bernstein. Evans aurait décidé lors de la séance d'enregistrement en studio d'exploiter cette boucle initialement prévue pour l'introduction de la reprise du thème de Bernstein. Peri Cousins, qui est la compagne d'Evans à cette période, affirme que le morceau était déjà préparé avant la séance. Le contrebassiste Chuck Israels, membre du trio du pianiste au début des années 60, parle lui d'« improvisation répétée » (practiced improvisation). Ce thème modal rappelle certaines œuvres d'Erik Satie ou de Claude Debussy. Le pianiste Jean-Yves Thibaudet mentionne que certains passages évoquent même Catalogue d'oiseaux d'Olivier Messiaen. Le thème est également repris en grande partie sur le titre Flamenco Sketches de l'album Kind of Blue de Miles Davis quelques mois plus tard et sur lequel figure Bill Evans.
| N°     | Titre                  | Compositeur                                   | Durée |
| ------ | ---------------------- | --------------------------------------------- | ----- |
| Face 1 |                        |                                               |       |
| 1.     | Minority               | Gigi Gryce                                    | 5:21  |
| 2.     | Young and Foolish      | Albert Hague, Arnold B. Horwitt               | 5:53  |
| 3.     | Lucky to Be Me         | Leonard Bernstein, Betty Comden, Adolph Green | 3:39  |
| 4.     | Night and Day          | Cole Porter                                   | 7:34  |
| 5.     | Epilogue               | Bill Evans                                    | 0:39  |
| Face 2 |                        |                                               |       |
| 6.     | Tenderly               | Walter Gross                                  | 3:32  |
| 7.     | Peace Piece            | Bill Evans                                    | 6:42  |
| 8.     | What Is There to Say ? | Vernon Duke, E.Y. "Yip" Harburg               | 4:53  |
| 9.     | Oleo                   | Sonny Rollins                                 | 4:07  |
| 10.    | Epilogue               | Bill Evans                                    | 0:41  |

Un onzième titre nommé Some Other Time (6:09), composé par Leonard Bernstein, Betty Comden et Adolph Green est ajouté sur la version rééditée en CD et est inspiré du thème Peace Piece. Les deux compositions de Bill Evans Peace Piece et Some Other Time sont joués en solo par le pianiste.

## Enregistrements
La session d'enregistrement a lieu le 15 décembre 1958 aux Reeves sound Studios à  New York pour le label Riverside Records sous la référence RLP 12-291.
L'album est réédité en 1975 avec le titre Peace Piece and Other Pieces sur le label  Milestone, sous la forme d'un double LP, avec les titres présents sur l'album On Green Dolphin Street paru en CD. Le recto de la pochette de l'album comporte quatre remarques de Miles Davis, George Shearing, Ahmad Jamal et Cannonball Adderley sur le travail du pianiste.
| Musicien         | Instrument  | Titre       |  | Équipe technique |                         |
| ---------------- | ----------- | ----------- |  | ---------------- | ----------------------- |
| Bill Evans       | piano       | 1 — 10      |  | Orrin Keepnews   | producteur, liner notes |
| Sam Jones        | contrebasse | 1,2,4,6,8,9 |  | Jack Higgins     | ingénieur du son        |
| Philly Joe Jones | batterie    | 1,2,4,6,8,9 |  | Lawrence Shustak | photographie            |